# 餅 (中国)
餅（ビン、簡体字: 饼; 繁体字: 餅; 拼音: bǐng）は、穀粉を原料とする平らな、あるいは円盤状の形をした中華圏の食品の分類の一つ。

## 名称と定義
中国語の「餅（ビン）」は主にコムギの、あるいはアワ・ソバ・ジャガイモなどの穀粉で作った円盤状の食品を指す。糯種の穀物を蒸し、臼で搗き潰して粘らせた食品を指す日本語の「餅（もち）」とは異なる。
中国語における「餅」は中華圏の食品の餅に留まらず、他文化の似た食品も「○○餅」といった形で表現することがある。フラットブレッド・ホットケーキ・無発酵パン・ロティ・クレープ・トルティーヤなどの食品は、中国語ではすべて「餅」の分類に属している。例えば、クレープは「可麗餅」、ピザは「披薩餅」で、共に「音訳+餅」の形で表されている。音訳以外、直訳の例もある。トルティーヤは「墨西哥薄餅」で、「メキシコ（墨西哥）の薄いパン（薄餅）」を意味する。

## 種類
餅は一般に軽食で昼食に供されることが多いが、フォーマルな食事に組み込まれることもある。北京ダックと木須肉は、ネギと甜面醤や海鮮醤を包餅（バオビン、薄い餅）で包んで提供される。 また、餅にはひき肉などを生地で包んだものも含まれる。餅はフライパンや鉄板で調理されるのが一般的であるが、直火などで焼いて調理されることもある。
似たような材料を用いる饅頭は一般に蒸して調理する点が異なるが、蒸した炊餅（チェイビン、すいべい）もある。
代表的な例に次のようなものがある。
- 葱油餅（ツォンヨゥビン、葱油饼;小麦粉で作った生地に油を塗ってネギの細片を具として巻き込んで焼いた餅）
- 発麺餅（ファーミエンビン、发面饼;小麦粉に酵母を混ぜて発酵させた餅）
- 烙餅（ラオビン、烙饼;小麦粉生地を層状にしてフライパンで焼いた餅）
- 春餅（チュンビン、春饼;華北で立春の日の行事食として伝統的に食べられる薄い餅。通常、肉類、野菜、卵などを包んで食べる。）
- 焼餅（シャオビン、油酥烧饼;焼いた餅。小ぶりの丸いパンの一種）
- 煎餅（ジェンビン、煎饼;朝食に屋台などで供されることが多い薄い餅。日本の「煎餅（せんべい）」とは異なる。天津煎餅が知られる）
  - 煎餅餜子（煎餅果子とも、ジェンビングォズ。緑豆の煎餅で、天津で「餜子」または「棒槌餜子」と呼ばれる揚げパン（油条）を包んだもの。）
- 薄餅（バオビン、薄饼;文字通り薄い餅で、具を包んで食べる。薄餅皮などの種類がありアメリカ風中華料理では、「マンダリンパンケーキ」または「木须饼、mùxūbǐng」と呼ばれることもある）
- 蘿蔔絲餅（モンボースービン、萝卜丝饼;大根を用いた餅）
- 肉挟餅（ロージャービン、肉夾モーに同じ。主に煮込み豚肉やラム肉などを挟んだ餅。牛肉夹饼〈ニウロージャービン〉は牛肉と漬け込んだニンジン、大根を挟んだものでバインミーが類似する）
- 荷葉餅（ハーイェビン、荷叶饼;蓮の葉を象った餅）
- 筋餅（ジンビン、筋饼;中国北部で食べられる層状の餅。抓饼〈ジュアンビン〉とも呼ばれる）
- 胡椒餅（フージャオビン、台湾名物で、味付けした肉とネギを包み天火で焼き上げたもの）
- 餅子（ビンズ）
- 炊餅（チェイビン、蒸して調理する具無しのもので、水滸伝の好漢の一人、武松の兄の武大は炊餅売りを生業としていた[1]ことにちなんで「武大郎餅」とも呼ばれる[2]）

月餅（ユエビン、げっぺい）は「餅」と付くが、中秋節に食べられる「焼き菓子」なので、一般的に定義される「主食用塩味の餅」とは若干異なる。菓子としての「餅」には、ほかに老婆餅（トウガンを使った菓子）や千層餅（甜麺醤・五香粉・シナモン・砂糖を使った甘いもの）などがある。
餅のような食品は中国以外の東アジアの文化圏でも食べられており、韓国のジョン（ハングル: 전 ）が代表的である。日本でいう「餅」は、米から作るものをいう。例えば「煎餅」は日本語ではせんべいだが、同じ漢字で中国では「ジェンビン」と読み、両者は全く異なるものである。